# Інститут математики НАН України
50°26′39.84″ пн. ш. 30°30′58.63″ сх. д. / 50.4444000° пн. ш. 30.5162861° сх. д.
Інститут математики НАН України — академічна установа НАН України, призначена для проведення фундаментальних досліджень та підготовки висококваліфікованих наукових кадрів у сфері математичних наук.

## Історія інституту
Інститут математики НАН України створено 13 лютого 1934 року на засіданні Президії ВУАН у числі 22 інших наукових закладів у зв'язку із реалізацією комплексу заходів, пов'язаних з переходом ВУАН на нову організаційну структуру (протокол № 6 засідання Президії ВУАН від 13 лютого 1934 року). При цьому до складу Інституту математики увійшли колишні кафедри природничо-технічного відділу ВУАН: прикладної математики (керівник Д. О. Граве), чистої математики (Г. Ф. Пфейффер) та математичної статистики (М. П. Кравчук). Тоді ж директором Інституту математики було призначено Д. О. Граве.

## Наукові школи
В інституті створено відомі наукові школи, які продовжують функціонувати і понині:
- нелінійної механіки та теорії коливань (М. М. Боголюбов, Ю. О. Митропольський, А. М. Самойленко)
- математичної фізики (М. М. Боголюбов, Ю. О. Митропольський, О. С. Парасюк, Д. Я. Петрина, В. І. Фущич, Ю. І. Самойленко)
- теорії диференціальних рівнянь та динамічних систем (М. П. Кравчук, Ю. Д. Соколов, А. М. Самойленко, О. М. Шарковський)
- функціонального аналізу (С. Банах, М. Г. Крейн, Ю. М. Березанський, І. В. Скрипник, М. Л. Горбачук, Ю. С. Самойленко)
- теорії ймовірностей та математичної статистики (М. П. Кравчук, Б. В. Гнєденко, А. В. Скороход, В. С. Королюк, М. І. Портенко)
- теорії функцій (М. О. Лаврентьєв, М. П. Корнєйчук, В. К. Дзядик, О. І. Степанець, Ю. Ю. Трохимчук, П. М. Тамразов)
- математичних проблем механіки та обчислювальної математики (М. О. Лаврентьєв, О. Ю. Ішлінський, В. М. Кошляков, І. О. Луковський, В. Л. Макаров, О. Г. Мазко)
- алгебри і топології (Д. О. Граве, В. М. Глушков, С. М. Черніков, Ю. Ю. Трохимчук, А. В. Ройтер, В. В. Шарко, Ю. А. Дрозд)

## Наукові відділи
З квітня 2016 після оптимізації структури Інститут математики має такі наукові підрозділи:
- Відділ алгебри і топології
  - Лабораторія топології
- Відділ диференціальних рівнянь та теорії коливань
  - Лабораторія крайових задач теорії диференціальних рівнянь
- Відділ комплексного аналізу і теорії потенціалу
- Відділ математичних проблем механіки та теорії керування
- Відділ математичної фізики
- Відділ нелінійного аналізу
- Відділ обчислювальної математики
  - Лабораторія оптимальних методів для обернених задач
- Відділ теорії випадкових процесів
- Відділ теорії динамічних систем
- Відділ теорії функцій
- Відділ фрактального аналізу
- Відділ функціонального аналізу

## Бібліотека
У бібліотеці Інституту математики є кілька керамічних робіт Галини Севрук, серед них — Кирик Новгородський — вчений-монах XII ст., математик, автор «Вчення про числа» (1136), літописець і музикант, а також її робота «Чорт-математик».

## Друковані видання
Інститут є засновником (або співзасновником) наукових періодичних видань: «Збірник праць Інституту математики НАН України», «Методи функціонального аналізу та топології», «Нелінійні коливання», «Theory of Stochastic Processes», «Український математичний журнал». Редакція [Архівовано 3 червня 2019 у Wayback Machine.] електронного журналу «Симетрія, інтегровність та геометрія: методи та застосування» (SIGMA) складається цілком зі співробітників Інституту математики.[джерело не вказане 2239 днів]

## Видатні вчені і випускники
- Марина Вязовська — професор ФПШЛ, нагороджена медаллю Філдса; отримала в Інституті ступінь кандидата наук.
- Дмитро Граве — перший директор Інституту.
- Крилов Микола — завідував кафедрою математичної фізики.
- Михайло Кравчук — на його честь названі поліноми Кравчука та матриці Кравчука.